# Ngulyati
Ngulyati è una circoscrizione mista (mixed ward) della Tanzania situata nel distretto di Bariadi, regione del Simiyu. Conta una popolazione di 11 462 abitanti (censimento 2012).